# Tomàs I de Savoia
Tomàs I de Savoia (Aiguebelle, Savoia, 1178 - Moncalieri, 1233) fou el comte de Savoia entre 1189 i 1233.

## Antecedents familiars
Va néixer el 20 de maig de 1178 al castell de Charbonnières d'Aiguebelle, població que en aquells moments formava part del Comtat de Savoia i que avui en dia forma part de França. Fou el quart fill, l'únic mascle, del comte Humbert III de Savoia i la seva tercera esposa, Beatriu de Mâcon. Era net per línia paterna d'Amadeu III de Savoia i Matilde d'Albon i per línia materna del comte Gerard I de Mâcon.
Va morir l'1 de març de 1233 a la població de Moncalieri, sent substituït pel seu fill Amadeu IV de Savoia.

## Ascens al tron comtal
El seu naixement va ser considerat com miraculós, ja que el seu pare, el qual havia abandonat el seu retir espiritual per tenir descedents, no va aconseguir tenir cap fill hereu mascle després de tres casaments. En néixer l'hereu fou anomenat Tomàs en honor de Tomàs Becket.
Al morir el seu pare l'any 1189, i davant la minoria d'edat de l'hereu, es va etablir un consell de regència, compost per la seva mare Beatriu, el cosí del seu pare Bonifaci I de Montferrat i el bisbe de Saint-Jean-de-Maurienne. El 1191 el consell fou dissolt i Tomàs va empendre el seu mandat en solitari, iniciant una edat d'or per al comtat.
El seu suport a la Dinastia Hohenstaufen va comportar que l'emperador el només Vicari Imperial, càrrec des del qual va aconseguir estendre els seus territoris als Alps, amb el domini de la ciutat de Carignano. La seva enemistat amb el Regne de França es feu patent en dos fets: el control sobre el país de Vaud i Bugey i el segrest de Margarida de Ginebra, promesa del rei Lluís II de França, que convertí en la seva esposa. Així mateix, va concedir a la Vall d'Aosta una la Carta delle Franchigie que els reconeixia el dret d'autonomia administrativa i política, dret que es va mantenir fins a la Revolució Francesa.

## Núpcies i descendents
El maig de 1195 es casà amb Margarida de Ginebra, filla del comte Guillem I de Ginebra. D'aquesta unió nasqueren:
- Amadeu IV de Savoia (1197-1253), comte de Savoia
- Umbert de Savoia (1198-1223)
- Beatriu de Savoia (1198-1266), casada el 1219 amb Ramon Berenguer V de Provença
- Tomàs II de Savoia (1199-1259), comte de Savoia
- Aimone de Savoia (?-1242), senyor de Chablais
- Guillem de Savoia (?-1239), bisbe de Valença i posteriorment príncep-bisbe del principat de Lieja
- Bonifaci de Savoia, prior a Nantua
- Amadeu de Savoia (?-1268), bisbe de Maurienne
- Pere II de Savoia (1203-1268), comte de Savoia
- Felip I de Savoia (1207-1285), arquebisbe de Lió i comte de Savoia
- Bonifaci de Savoia (1207-1270), bisbe de Belley i Arquebisbe de Canterbury
- Alix de Savoia, religiosa
- Àgata de Savoia, religiosa
- Margarida de Savoia (1212-1270), casada el 1218 amb Hartmann I de Kybourg
- Avita de Savoia, casada el 1237 amb Balduí de Rivières